# Ufa (fiume)
La Ufa (anche Karaidel', dal baschiro Ҡариҙел, fiume nero) è un fiume della Russia europea orientale (Oblast' di Čeljabinsk e Sverdlovsk e Repubblica del Baškortostan), affluente di destra della Belaja nel bacino della Kama.
Il fiume nasce dal versante occidentale della catena montuosa degli Urali, emissario del lago Ufimskoe; nel suo alto corso scorre con caratteristiche montane, in una valle piuttosto stretta e con frequenti rapide, mantenendo direzione mediamente nordoccidentale. Alcuni chilometri a monte della città di Krasnoufimsk volge il suo corso verso sudovest, attraversando il pedemonte uraliano in una valle divenuta più larga e piatta. Il fiume scorre attraverso l'altopiano della Ufa, che prende il nome dal fiume, e lo divide in due parti: occidentale e orientale. Sfocia nella Belaja nei pressi della grossa città industriale omonima, dopo più di 900 km di corso.
I principali affluenti della Ufa sono i fiumi: Jurjuzan' e Aj, entrambi provenienti dalla sinistra idrografica; Usa (126 km), Tjuj, Bisert' e Serga (113 km) provenienti dalla sinistra.
La Ufa è gelata, mediamente, da novembre ad aprile; come quasi tutti i fiumi russi, manifesta le piene più abbondanti in primavera, durante le quali la portata può salire anche di 9-10 volte rispetto al valore medio.
Sulla Ufa, presso Pavlovka nel basso corso, si trova un importante sbarramento per la produzione di energia idroelettrica.